# 1128
1128 (MCXXVIII) fue un año bisiesto comenzado en domingo del calendario juliano.

## Acontecimientos
- Batalla de San Mamede. Alfonso Henriques derrota a su madre Teresa de León y a sus partidarios gallegos de Traba, y se hace con el gobierno del Condado de Portugal. Independencia de facto de Portugal.
- Boda real de Alfonso VII, hijo de Doña Urraca y Raimundo de Borgoña, con doña Berenguela, hija del conde de Barcelona Ramón Berenguer III, celebrada en el Castillo de Saldaña.
- Primera corrida de toros conocida en la historia taurina de España, celebrada en la Plaza Vieja de Saldaña o Plaza de los Francos, en honor a la boda real entre Alfonso VII con doña Berenguela.